# Antonín Boll
Antonín Boll (* 30. Juli 1721 in Prag; † 22. Juli 1792 in Kučerov) war ein böhmischer Philosoph und Jesuit.

## Leben
1736 trat er in den Orden der Jesuiten an der Prager Kleinseite ein. Nach seinem Noviziat in Brünn, studierte er von 1739 bis 1742 Philosophie und von 1746 bis 1749 Theologie in Olmütz. Danach lehrte er an Kollegs in Troppau, Jitschin, Brünn, Znaim und Breslau. Es folgte von 1756 bis 1766 die Professur der Philosophie in Prag und anschließend die Anstellung als Lehrer des Seminars von Bischof Hermann Hannibal von Blümegen in Königgrätz. Nach seiner pädagogischen Laufbahn übernahm er 1773 die Pfarrei Kučerov bei Wischau.

## Lehre
Er bemühte sich um die Zusammenführung unterschiedlicher Ansichten philosophischer Grundsätze der römisch-katholischen Kirche mit den Lehren der neuen Wissenschaft. 

## Werke
Seine philosophischen Lehrbücher aus den 50er Jahren verbreiteten die Lehre des deutschen Philosophen Christian Wolff in Böhmen.
- Institutiones philosophicae accomodatae usibus academicis I–III, 1756, 1757, 1768.
- Meditationes philosophicae de inquirenda veritate, 1758.
- Commentatio ethica de prudentia politica, 1759.
- Institutiones philosophiae activae I–III, 1759.
- Dissertatio philosophica de modo propagandi notiones per nervos, 1760.
- Dissertatio psychologica de libertatis humanae naturae et proprietatibus, 1761.
- Dissertatio theoretica de vi corporum cum praecedentibus propositionibus ex logica, metaphysica et mathesi, 1761.
- Dissertationes de proprietatibus aeris, 1762.
- Laudatio funebris Francisci, Romanorum Imperatoris, parentate Universitate Carolo-Ferdinandea, 1764.
- De argumentis demonstrantibus existentiam Dei. De vi corporum. De motrice vi et inertiae. Institutiones polemicae in usum seminarii Reginae Hradecensis, 1767.